# 管理会计准则
管理会计准则（英語：Management accounting principles）的制定是为了满足内部管理的核心需求，以改善决策支持目标、内部业务流程、资源应用、客户价值以及以最佳方式实现企业目标所需的能力利用。为了这些目的，管理会计原则经常使用的另一个术语是管理成本计算准则。这两个管理会计准则是：
- 因果关系原则：对因果洞察力的需求
- 类比原则：管理层在其活动中应用因果洞察力

这两条准则服务于管理会计界和它的客户，即企业的管理层。上述准则的概念和约束条件一起被纳入管理成本计算概念框架（英語：Managerial Costing Conceptual Framework），以帮助管理会计实践。该框架结束了几十年来围绕管理会计方法、工具、技术及其能力的混乱。